# マルリー＝ル＝ロワ
マルリー＝ル＝ロワ（フランス語: Marly-le-Roi）は、フランス、イル＝ド＝フランス地域圏、イヴリーヌ県のコミューン。

## 地理
マルリー＝ル＝ロワはパリの西約15キロメートルにあり、ヴェルサイユの北約10キロメートルにある。サン＝ジェルマン＝アン＝レーの南約8キロメートルである。街は突端の上にあり、北のクール＝ヴォラン高原の横には、今はないマルリー宮殿がそびえていた。突端の標高は150メートルあり、さらに北のセーヌ川谷を見下ろしている。コミューンの約北半分に都市化が集中しており、南半分は主としてマルリーの森で覆われている。

## 由来
街の名はMairilacusに由来している。最初に名前が記されたのは697年、キルデベルト3世の時代であった。

## 歴史

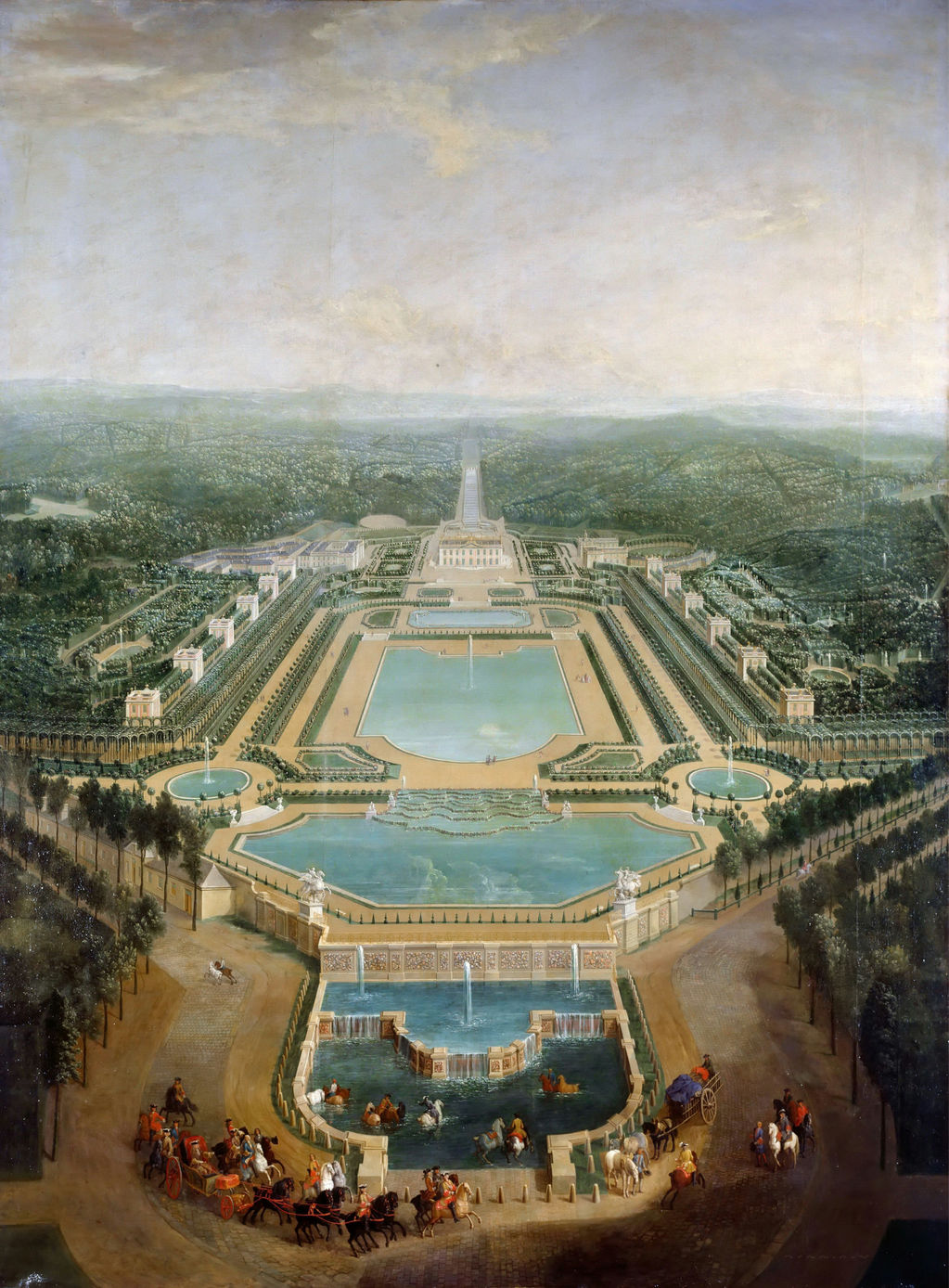
1724年に描かれたマルリー宮殿

テウデリク3世時代から、土地の存在が知られていた。
ジュール・アルドゥアン＝マンサールがマルリー宮殿を建てた1676年にルイ14世がマルリーを買い上げるまで、モンモランシー家が代々マルリーの領主であった。ヴェルサイユ宮殿よりも親しみが感じられ、個人的な楽しみを追求できる場所がマルリー宮殿であった。宮殿はクール＝ヴォラン高原に位置しており、水はマルリーの機械やルーヴシエンヌ水道橋、北の池から供給されていた。池には、ルイ15世によって、ギヨーム・クストゥーの彫刻作品である『マルリーの馬』が対で飾られていた。
1789年、宮殿は革命家によって略奪され、荒らされた。1794年、王制を否定する革命政府は街の名をマルリー＝ラ＝マシーヌ（Marly-la-Machine）に改名させた（実際のマルリーの機械はブージヴァルにあった）。『マルリーの馬』は盗まれて、パリのコンコルド広場に設置された。その後、1795年にシャンゼリゼ通りの入口に置かれた。今日の『マルリーの馬』は、ルーヴル美術館のリシュリュー翼に置かれ、風雨から守られている。
1799年、実業家アレクサンドル・サニールは放棄されていた宮殿を購入し、コミューンで紡績業の工房をスタートさせた。工房が破産すると、荒廃した宮殿の売却先を見つけることは難しく、解体して建設資材として石が売られた。1806年、不動産は林業管理局の手に渡った。
印象派の時代、ブージヴァル、ルーヴシエンヌ、クロワシーのような人物がこの街に注目した。シスレーやピサロのような画家、詩人、作家、彫刻家たちがアトリエをかまえた。

## 人口統計
20世紀半ばまでのマルリーは、人口およそ6,000人の小さな村落であった。2度の住宅地造成で人口が著しく増加した。
- 1958年より着工した集合住宅群グランド＝テール。1964年にはコミューン人口が12,000人を超える要因となった。
- 1968年から1974年まで建設されたドメーヌ・モンヴァル。さらに人口が5,000人増加した。

これ以降、人口は17,000人前後で安定しており、住宅地はコミューンの土地の166ヘクタールを占めている。
| 1962年 | 1968年 | 1975年 | 1982年 | 1990年 | 1999年 | 2006年 |
| ------ | ------ | ------ | ------ | ------ | ------ | ------ |
| 10923  | 11925  | 16103  | 17257  | 16741  | 16787  | 16655  |

参照元：1962年まではCassiniとEHESS。1968年以降INSEE。

## 姉妹都市
マルリーは以下の自治体と姉妹都市協定を結んでいる。
- ライヒリンゲン（英語版）、ドイツ
- マーロウ（英語版）、イギリス
- キタ、マリ
- ヴィゼウ、ポルトガル